# Dysgnathia nigropunctata
Dysgnathia nigropunctata là một loài bướm đêm trong họ Noctuidae.